# Liste der britischen Botschafter in Peru
Die Leiter der Gesandtschaft in Lima trugen folgende Titel:
- Ab 1906: Envoy Extraordinary and Minister Plenipotentiary
- Ab 1913: Consul
- Ab 1920: Envoy Extraordinary and Minister Plenipotentiary
- Ab 1930: Consul
- Ab 1967: Ambassador Extraordinary and Plenipotentiary

| Ernennung Akkreditierung | Name                                    | Bemerkungen | ernannt von                        | akkreditiert bei der Regierung   | Posten verlassen  |
| ------------------------ | --------------------------------------- | --- | ---------------------------------- | -------------------------------- | ----------------- |
| 1844                     | William Pitt Adams                      | | Victoria (Vereinigtes Königreich)  | Ramón Castilla                   | 4. September 1852 |
| 1852                     | Stephen Henry Sulivan                   | (* 3. November 1812; † 13. August 1857 in Lima) Von 1839 bis 1849 Legationssekretär in München, 30. Mai 1849 zum Generalkonsul in Santiago de Chile, Sulivan wurde am 11. August 1857 durch Schüsse in seiner Residenz tödlich verletzt.                           | Victoria (Vereinigtes Königreich)  | José Rufino Echenique            | 1857              |
| 1884                     | Robert Bunch                            | | Victoria (Vereinigtes Königreich)  | Andrés Avelino Cáceres           |                   |
| 1884                     | Charles Edward Mansfield                | | Victoria (Vereinigtes Königreich)  | Andrés Avelino Cáceres           | 1894              |
| 1906                     | William Nelthorpe Beauclerk             | auch in Bolivien und Ecuador akkreditiert. (* 7. April 1849 in Little Grimsby Hall) Generalkonsul in Budapest und Bern | Eduard VII.                        | Serapio Calderón                 | 1908              |
| 1908                     | Charles Louis des Graz                  | auch in Bolivien und Ecuador akkreditiert. | Eduard VII.                        | Augusto B. Leguía y Salcedo      |                   |
| 1913                     | George Gordon Wilson                    | [ 4 ] | Georg V. (Vereinigtes Königreich)  | Guillermo Billinghurst           |                   |
| 1913                     | Sir Ernest Amelius Rennie               | auch in Ecuador akkreditiert. |                                    |                                  | 1920              |
| 1920                     | Arthur Cuninghame Grant Duff            | auch in Ecuador akkreditiert. (*1861; †1947), 1924 bis 1927 Gesandter in Schweden | Georg V. (Vereinigtes Königreich)  | Augusto B. Leguía y Salcedo      | 1923              |
| 1923                     | Herbert Hervey, 5th Marquess of Bristol | auch in Ecuador akkreditiert. | Georg V. (Vereinigtes Königreich)  | Augusto B. Leguía y Salcedo      | 1928              |
| 1929                     | Sir Charles Henry Bentinck              | auch in Ecuador akkreditiert. (* 23. April 1879; 1955) 1904 eintritt in den auswärtigen Dienst, 1924 bis 1925 Generalkonsul in München, anschließend Addis abeba, Lima und Sofia vom 9. Oktober 1936 bis 28. Januar 1937 Gesandter in Prag, 1937 Santiago de Chile | Georg V. (Vereinigtes Königreich)  | Augusto B. Leguía y Salcedo      | 1930              |
| 1930                     | Wentworth Gurney                        | 1932 Konsul in Los Angeles | Georg V. (Vereinigtes Königreich)  | Manuel María Ponce Brousset      | 1932              |
| 1941                     | Charles Meade                           | 1945 Botschaftssekretär in Washington | Georg VI. (Vereinigtes Königreich) | Manuel Prado y Ugarteche         |                   |
| 1945                     | Sir Walter Roberts                      | 1951 bis 1953 beim Heiligen Stuhl | Georg VI. (Vereinigtes Königreich) | José Luis Bustamante y Rivero    | 1948              |
| 1949                     | James Leishman Dodds                    | 1944 Chile | Georg VI. (Vereinigtes Königreich) | Manuel Apolinario Odría Amoretti | 1951              |
| 1951                     | Sir Oswald Arthur Scott                 | (*1893;1960) | Georg VI. (Vereinigtes Königreich) | Zenón Noriega Agüero             | 1953              |
| 1953                     | Sir William Montagu-Pollock             | 1958 bis 1960 Botschafter in Bern 1960ö bis 1962 in Kopenhagen | Elisabeth II.                      | Zenón Noriega Agüero             | 1958              |
| 1957                     | Roger Pinsent                           | [ 14 ] | Elisabeth II.                      | Manuel Prado y Ugarteche         | 1959              |
| 1959                     | Thomas Robert McKie Sewell              | (* 1921) | Elisabeth II.                      | Manuel Prado y Ugarteche         | 1961              |
| 1961                     | Robert Hemblys-Scales                   | 1948 analysis of GRU | Elisabeth II.                      | Manuel Prado y Ugarteche         | 1965              |
| 1965                     | Harold Halliwell                        | [ 17 ] | Elisabeth II.                      | Nicolás Lindley López            | 1968              |
| 1968                     | Trefor Watcyn Llewellyn                 | (* 29. Januar 1932) 1962 in Lahore 1962, 1964 Kampala | Elisabeth II.                      | Juan Velasco Alvarado            |                   |
| 1967                     | David Muirhead                          | [ 19 ] | Elisabeth II.                      | Nicolás Lindley López            | 1970              |
| 1970                     | Hugh Travers Morgan                     | 1976 bis 1979 Botschafter in Wien | Elisabeth II.                      | Juan Velasco Alvarado            | 1974              |
| 1974                     | Kenneth Douglas Jamieson                | (* 9. Januar 1921 in Edinburgh) | Elisabeth II.                      | Juan Velasco Alvarado            |                   |
| 1977                     | George William Harding                  | [ 22 ] | Elisabeth II.                      | Francisco Morales Bermúdez       |                   |
| 1987                     | Adrian Beamish                          | 1998 bis 2002 Botschafter in Mexiko | Elisabeth II.                      | Alán García Pérez                | 1989              |
| 2003                     | Richard Ralph                           | [ 24 ] | Elisabeth II.                      | Alejandro Toledo Manrique        | 2006              |
| 2006                     | Catherine Elizabeth Nettleton           | | Elisabeth II.                      | Alan García                      | 2010              |
| 2010                     | James Dauris                            | | Elisabeth II.                      | Alan García                      |                   |